# Чирповская волость
Чирповская волость (тат. چرپىٰ ۋولىٰسىٰ, Cьrpь vulьsь, Чырпы вулысы) — административно-территориальная единица в Казанской губернии и Татарской АССР. Административный центр — село Чирпы.

## История
Волость возникла не позднее 1870 года. В 1920 году, как и весь уезд, вошла в состав Лаишевского кантона Татарской АССР. 
В 1924 году волость укрупнена, в неё вошли собственно Чирповская волость без селений Татарский и Русский Янтык, отошедших Больше-Салтанской волости, селения Державино, Екатериновка, Старое и Среднее Девятово, Пелёво Державинской волости, селения Большая и Малая Елга, Елга-Сабакаево Масловской волости.
В 1927 году упразднена, бо́льшая часть территория волости вошла в состав Лаишевского района, селения Большая Елга и Елга-Сабакаево вошли в состав Рыбно-Слободского района.

## Состав
По состоянию на 1923 год волость делилась на 13 сельсоветов: Владимировский, Емельяновский, Именьковский, Маматовский, Полянский, Рагозинский, Смолдеяровский, Средне-Яшинский, Стрюковский, Чирповский, Шуранский, Татарско-Янтыковский, Меретяковский.

## Население
- 11386 чел. (1914).[1]
- 11886 чел (1920, в границах 1920 года).[5][6]
- 21314 чел. (1920, в границах 1925 года, татары — 38,5 %, русские — 61,4%).[7]